# Japán kávékultúra

## Története

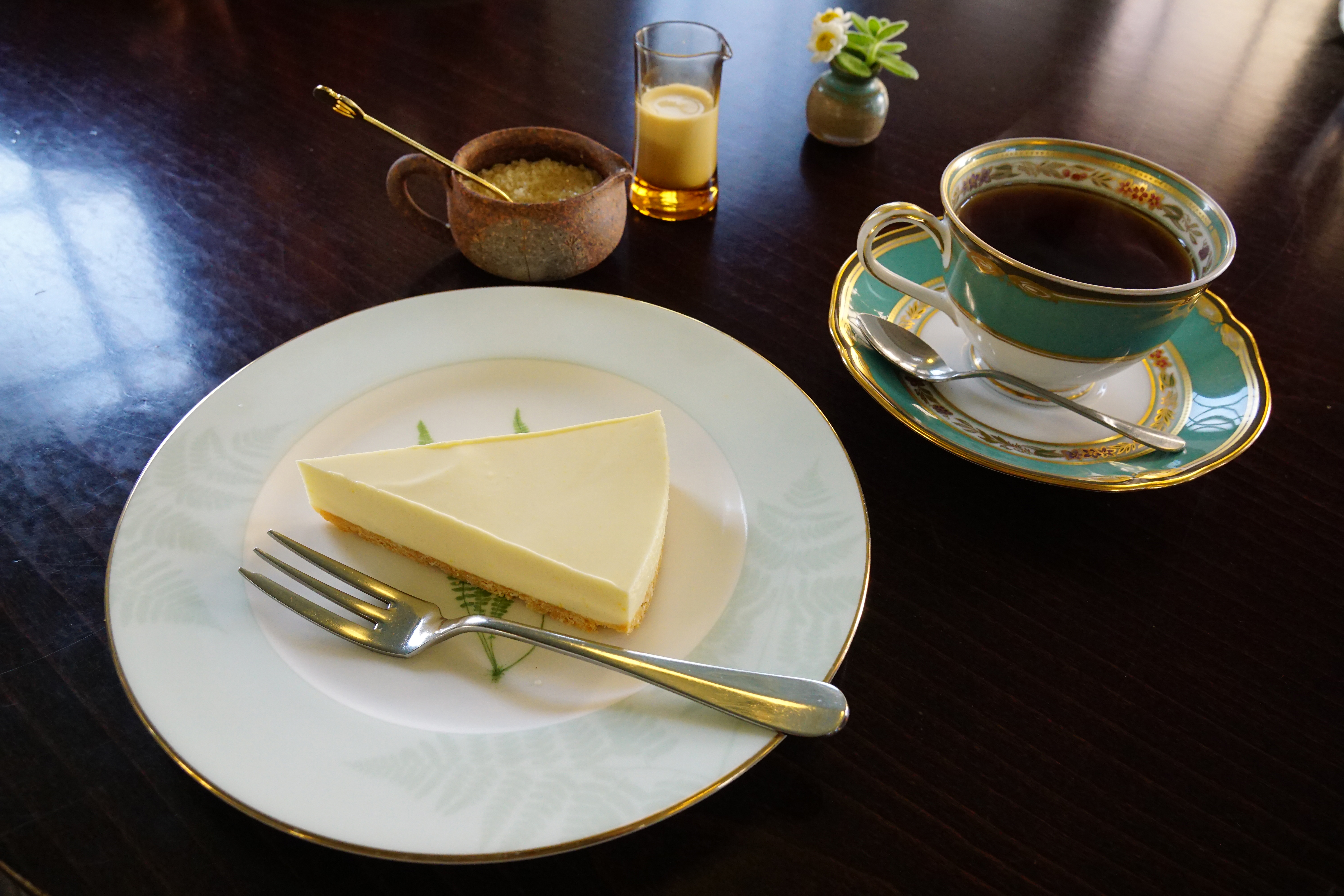

A kávé először holland kereskedelmi hajók által került Japánba az 1800-as években, de ritkaság maradt 1858-ig, a kereskedelmi korlátozások feloldásáig. A kávé elterjedését jelentős részben köszönheti az ún. kisszaten (喫茶店)-eknek, az eredeti japán-stílusú teaházaknak, ahol gyakran szolgáltak fel kávét is. A kisszaten előtt a chaya (茶屋) volt elterjedt, amely már a középkorban is kisebb, családiasabb hangulatúra kialakított pihenőhely volt, ahol elsősorban teát szolgáltak fel. Ezzel szemben a kisszaten a hangsúlyt a fekete teákra valamit kávékra fektette, továbbá az első megalapításától kezdve biztosítottak újságokat és dohányárut. A helyiségeket modern bútorzattal rendezték be – nyugati stílusú étkészletek, bárpult, és Art Deco. Az első kissaten, azaz japán kávéház 1888-ban nyílt Tokióban Kahiichakan néven, és öt éven belül csődbe jutott. Ez a rövid életű, ámde nagy hatást gyakorló első kissaten hozta divatba a kávéközpontú vendéglátó helyeket. A kávéimport első csúcsát 1937-ben érte el, ekkor 140.000 zsák kávét szállítottak az országba.
Habár a kávé a kisszaten-eknek köszönhetően jelentős kezdeti sikereket ért el a Meidzsi-korban, virágzásnak csak az 1960-as években indult. Nem sokkal az után, hogy az import felfüggesztése véget ért 1949-ben, a kávé elkezdett ismét beszivárogni a japán piacra. Míg 1960-ban az éves import 15000 tonna volt, mára ez a mennyiség 440000 tonnára nőtt. A kávé hirtelen jövő hatalmas sikerének számos oka van, többek között a nyugati kultúra iránti nagyméretű érdeklődés (különösen a II. világháború után). Az első áttörés 1965-ben következett be, amikor Japán forgalomba hozta a világ első dobozos kávéját (缶コーヒー ; kan kōhī ; "canned coffee"), a Mira Coffee-t. Ez nem aratott túl nagy sikert, a felhajtás rövid idő alatt alábbhagyott. Négy évvel később az UCC Ueshima Coffee Co., amelyet a dobozos kávé úttörőjének tartanak, piacra dobta a termékét a tömegek számára.
Ezzel egy időben a japán kávéházak és üzletláncok szintén nagy számban jelentek meg. 1980-ban nyitotta meg a Doutor Coffee első üzletét, megalapozva a kávé kultúrát Japánban. A II. világháborúból felépülve a japánok hosszú időt töltöttek a gazdaság talpra állításával. A hosszú ingázás miatti utazások, vagy a késői munkaórák a menet közben fogyasztott ételek és italok általánossá válását eredményezték. A Doutor Coffee ennek fényében alakította ki üzletét az állandóan úton lévő, dolgozó japán ember számára. Ez sikeres, és a kávézás szempontjából a legelterjedtebb modellnek bizonyult egészen az 1990-es évekig, amikor a Starbucks megjelent a piacon a barátságos, hétköznapi, "harmadik hely" modelljével.
Mielőtt Japán elkezdte átvenni a nyugati kultúrát, a kávét inkább kimerültség elleni gyógyszernek tekintették, mintsem italnak. A háborús idők alatt, valamint közvetlen a háború utáni időszakra a kávézók működése szinte teljesen megszűnt, majd gyorsan emelkedett a behozatali korlátozások eltörlésével. Az 1930-as évek elejére több mint 30.000 kávéház működött országszerte. A fagyasztva szárított (liofilezett) instant kávé, a franchise cégek, mint például Starbucks és Doutor Coffee bemutatása 20. században követte ezt az irányvonalat, amely következményeképpen Japán ma a fejenkénti kávéfogyasztásban a világ vezető országai közé tartozik.
A fogyasztás gyors növekedésére több magyarázatot is találhatunk: 
- az észrevehető változás a társadalomban, és a fogyasztási szokások "nyugatiasodása"
- a marketing, mely kezdetben a hangsúlyt az oldódó kávéra tette, majd kiterjesztette a pörkölt és őrölt kávéra
- a vonzó kávézók számának kezdeti növekedése (a kávézók száma csúcspontján, 1982-ben elérte a 162.000-et)
- a termékinnováció folyamata, beleértve a dobozos kávé erőteljes promócióját és értékesítését (ma több mint 5 millió automata található szerte Japánban, melynek a fele italokat kínál, kávét is beleértve)[3]

## Specialty kávézók
Japán egyre nagyobb figyelmet kelt a specialty kávék terén. Japán legjobb kávézói a kávétermesztő országokból (pl. Guatemala, Ruanda, Kenya, Indonézia, Thaiföld) importálják a kávébabot, amelyet helyben pörkölnek és őrölnek kis adagokban. A kávé elkészítési módja is széles körű, amelyhez a speciális felszerelés használata elkerülhetetlen. A Hario és Kalita japán vállalatok termékeit előszeretettel használják világszerte a kávépörkölők és kávézók. A japán kávézók, azaz kissatenek nagy mértékben támogatták a kávékészítési eszközök fejlődését, hogy igényeiknek megfelelően jobb és jobb módokat találjanak a kávé elkészítésére. 1925-ben a Coffee Syphonn Co. forgalomba hozta Japánban az első szifont. A Nel drip, egy másik népszerű módszer időt, türelmet, és szaktudást igényelt, de a kissaten tulajdonosoknak kitűnő lehetőséget nyújtott a szaktudásuk bemutatására. Kezdetben ezeket az eljárásokat csak a kissatenek alkalmazták, Japánon kívül egyedül a kávérajongók köreiben voltak ismertek. Csupán az utóbbi években kerültek reflektorfénybe a japán csöpögtetős, valamint szifonos/vákuumos kávéfőzők. Ez a változás köszönhető annak is, hogy a Hario vállalat erős marketingbe kezdett Japánon kívül, nagy hangsúlyt fektetve a designra és alapanyagokra, melyek kiszolgálják a nyugati kávékultúrát. A harmadik hullámú kávé mozgalma talán újraéleszti ezeknek a használatát, de a kávéfelszerelést, amelyet nap mint nap láthatunk a helyi kávézókban, talán sose találták volna fel a kissatenek, és a japán vállalatok újításai nélkül. A harmadik hullámos kávé mozgalma igen népszerűvé vált Japánban, míg a kissatenek száma sajnos egyre csökken. A harmadik hullámos kávé fellendülésével egy időben azonban újra fókuszba került a kissaten is. Jelentősen nőtt a külföldi érdeklődés, hiszen egyedi betekintést nyújtanak a japán történelembe. A kissaten tulajdonosok elmondása szerint a tengerentúlról érkező vásárlók száma óriási növekedést mutat. A japánok maguk is újra felfedezik ezeket a régi stílusú kávéházakat. A szaktudást, mozdulatokat, tempót, légkört és környezetet – a hagyományos elemeket előszeretettel ötvözik a harmadik hullámos kávé mozgalommal; ilyen módon megragadják a mai trendeket, miközben hűek maradnak a tradicionális kultúrájukhoz.

## Egyedi kávétípusok Japánban

### Dobozos kávé (缶コーヒーkan kōhī)
Ez a különösen Japánban elterjedt bádogdobozban árult kávé mindenütt jelen van a szigetországban. Megtalálhatjuk áruházakban és italautomatákban egyaránt, széles választékban különböző ízű és erősségű változatokban. Míg ősszel és télen melegített, a melegebb hónapokban hideg dobozokat kínálnak. Egy doboz kávé ára 120 ¥ körül van.

#### Története
A dobozos kávé japán találmány, és a kan kōhī kifejezés az angolból átvett "can coffee" kifejezésből származik. Az UCC Ueshima Coffee Co. 1969-ben elsőként dobta piacra a dobozos tejeskávét, amely által széles körben ismertté vált. Simane prefektúra kormányának hivatalos weboldala állítása szerint a világ első dobozos kávéja, a Mira Coffee, Simanéban jelent meg először, 1965-ben, de ennek a terméknek a forgalmazása csupán rövid ideig tartott. Ennél talán jelentősebb volt a Pokka Coffee által 1973-ban bemutatott italautomata, mely egyaránt árusított meleg és hideg italokat. 1983-ban a dobozoskávé-gyártók több mint 100 millió ládát szállítottak le.
Habár a dobozos kávé elképzelése sikeresnek bizonyult, nem ez volt az egyedüli ok. 1973-ban bemutatták Japánban a hideg és meleg italt árusító automatát. A 100 jenes pénzérme , mely 1967-ben került forgalomba, az automaták megjelenése, és ezek után a dobozos kávé hatalmas sikert aratott. 
A bádogdobozok stílusa és formája az évek során drasztikus változáson ment keresztül. Az első dobozok grafikai tervezés tekintetében egyszerűek voltak, és a doboz középső kétharmadánál gyakran bordázottak. Következőként az egyenes oldalú acél dobozok tűntek fel, végül megállapodva egy modernebb formánál. Azóta sajtolt acélt is széles körben használnak. Alumínium kávés dobozok szinte nem is léteznek, habár az UCC Black egy figyelemre méltó kivétel.

#### Vállalatok
Az UCC és a Pokka mellett minden nagy japán sör-, szénsavas üdítő- és italgyártó vállalat, valamint a legtöbb kávé cég akár jelenleg, akár valamely ponton kínált dobozos kávét. A legnépszerűbb márkák ma:
- Boss Coffee (a Suntory gyártja)
- Fire (Kirin Beverage)
- Dydo
- Georgia (Coca-Cola of Japan)
- Nescafe (Nestlé)
- Roots (a Suntory tulajdonában áll 2015. július óta,eredeti tulajdonosa: Japan Tobacco)
- Wonda (Asahi)
- Starbucks – A Starbucks 2005-ben lépett be a piacra a Bos gyártójával, a Suntory-val társulva.

További vállalatok: Kissui (Sapporo Softdrinks, 2013. januártól Pokka Sapporo Foods and Beverages), Ito En, Sangaria, Coffee Time (Yakult), BG (Meiji Dairies), valamint Cafe La Mode (Calpis). A regionális és házi márkák is gyakoriak, továbbá a nagyobb vállalatok helyi kávéváltozatokat is kínálnak.

#### Típusok
Japánban a dobozos kávé számos típusa megtalálható, ezek többsége alkotja egy vállalat tipikus kínálatát. Nagyon gyakori a "milk coffee", amely tejet tartalmaz és általában elég édes. A feketekávé szintén népszerű, csak úgy mint a csökkentett cukortartalmú kávé, cafe au lait, valamint a tejes kávé cukor nélkül. A Georgia kínált ízesített kávékat, például mogyoró ízesítésű, de ezek ritkák. Szezonális kávékat is gyártanak, különösen jeges kávét, amely a nyári hónapokban jelenik meg. A kávéválaszték gyakran hideg és meleg változatban is kapható.

#### Doboz design
A legelső UCC doboz űrtartalma 250ml volt. Az 1970-es években megjelent a 190ml-es doboz, és a mai napig mindkét dobozméret létezik. A méret nem utal az ízváltozatra sem a 250, sem a 190ml-es doboz esetében, de a jeges kávés dobozok javarészben alacsonyabbak, vastagabbak, és 280 ml-t tartalmaznak. Az amerikai-méretű (350ml-es) dobozok szinte nem léteznek, habár a Dydo gyárt egy ilyen méretűt "American Coffee" néven. A henger alakú dobozok elég népszerűek, noha a Roots' marketingjének egyik szempontja a vállalat egyedi "derék-formájú" doboza. Igen gyakoriak a különféle eseményeknek, sportcsapatoknak, vagy manga karaktereknek emléket állító dobozok is.

### Jeges kávé (アイスコーヒーaisu kōhī)
A jeges kávéval Japánon kívül is találkozhatunk, de ezek többnyire édesebb italok tejjel, cukorral, vagy néha fagylalttal előre ízesítve. Ezzel szemben a japán jeges kávé általában erős kávé jégkockákkal hűtve, de persze ezt is számtalan változatban megtalálhatjuk.

### Morning Service
Néhány kávézó és étterem ingyen, vagy árkedvezménnyel kínál pirítóst, tojást, vagy salátát a reggel vásárolt kávé mellé. Ezt nevezik úgy, hogy "Morning Service", vagy csak "Morning" Japánban. Ez a szolgáltatás általában a bolt nyitásától 11 óráig elérhető.

## Kávéházláncok

### Starbucks Coffee
A Starbucks Coffe Japan 1995-ben jött létre a Sazaby League, valamint a Starbucks Coffee International vegyesvállalataként. Az első üzlet, mely az első Starbucks kávézó volt Észak-Amerikán kívül, 1996. augusztus 2-án nyílt Tokió Ginza negyedében, és 2016. decemberére a kávézók száma elérte az 1245-öt.

### Doutor Coffee (株式会社ドトールコーヒー)
1976-ban alapított japán kiskereskedelmi vállalat, amely kávépörkölésre és kávézólánc kiépítésére specializálódott. Alapítója Toriba Hiromichi.
Első európai stílusú kávézóját 1980. április 18-án nyitotta Harajukuban. A helyiség mindössze 9m² volt, ennek ellenére a bolt sikeresnek bizonyult, és mára világszerte több mint 1200 bolttal, valamint saját kávéültetvénnyel rendelkezik.

### Georgia (ジョージアJōjia?)
Japánban népszerű kávémárka, amelyet a The Coca-Cola Company forgalmaz, továbbá nevét is a Coca-Colának otthont adó Georgia államról kapta. A céget 1975-ben indította a Coca-Cola (Japan) Company, a Coca-Cola leányvállalata. Terjeszkedése azóta a szingapúri, dél-koreai, indiai, bahreini, valamint amerikai piacig is elért. A Georgia a legnagyobb sikert Japánban érte el , ahol ez a legnagyobb bevételt hozó kávéital, és a Coca-Cola (Japan) Company számára legnagyobb bevételt hozó ital egyaránt. 2007-ben a Georgia eladásai a Coca-Cola duplájának feleltek meg. A Georgia egy a japán dobozos kávémárkák közül. Amerikában 2009-ben mutatták be, ahol szinte kizárólag ázsiai élelmiszerboltokban található meg.

### McCafé by Barista (マックカフェ バイ バリスタ)
Bár a Japánban található több mint 3000 McDonald's mindegyike árul kávét, a vállalat 2007-ben önálló kávézókat kezdett nyitni. 2014-ben már 94 ilyen kávézó működött, melyek a McCafé by Barista névre hallgatnak. Ezek a kávézók ugyanúgy kínálnak tipikus szendvicseket és édességeket, de specialitásuk a McDonald's-nál magasabb minőségű kávé. Sikerében nagy szerepet játszik, hogy az üzletek nagy része 24 órában működik.

### Tully’s Coffee (タリーズコーヒー)
A seattle-i központú Tully's első japán üzletét 1997-ben nyitotta.